# Дубцова, Ирина Викторовна
Ири́на Ви́кторовна Дубцо́ва (род. 14 февраля 1982 года, Волгоград) — российская певица, композитор и поэтесса, бывшая солистка группы «Девочки» (1999—2001). Исполнительница собственных песен (как сольных, так и совместных), выпускница и победительница «Фабрики звёзд — 4», финалистка проекта «Фабрика звёзд. Возвращение».

## Биография

### Ранние годы
Родилась 14 февраля 1982 года в Волгограде. Окончила музыкальную школу. Когда ей было 11 лет, её родителями был создан детский музыкальный коллектив «Джем», в который вошла Дубцова. Коллектив стал достаточно популярным в Волгограде. В 1999 году через друга её отца Андрея Пряжникова диск с песней «Hijo de la luna» в исполнении Дубцовой попал к известному продюсеру Игорю Матвиенко, который набирал участниц в новую группу. Группа получила название «Девочки». Помимо Дубцовой, в неё вошли ещё три солистки: Татьяна Герасимова, Валентина Рубцова и Олимпиада Тетерич.
В 2001 году Дубцова покинула группу, после чего работала исполнительным директором на студии «SBS — Entertainment». С этой студией работал Антон Макарский, к которому попали несколько песен Дубцовой. Впоследствии почти все песни для его альбома были написаны именно ею. В 2001 году окончила Волгоградский муниципальный институт искусств им. П. А. Серебрякова по специальности «Академическое пение».

## Карьера

### 2004—2007: «Фабрика звёзд»
12 марта 2004 года на Первом канале стартовала «Фабрика звёзд 4», в которой приняла участие Ирина Дубцова. Она отметилась дуэтами с такими исполнителями, как «Мумий Тролль», Игорь Николаев, «БИ-2», Александр Иванов, «Иванушки International», Александр Розенбаум, Владимир Пресняков-младший, а также исполнила песню собственного сочинения «О нём». 8 июня в спорткомплексе «Олимпийский» состоялся финальный гала-концерт «Фабрики звёзд 4», на котором были объявлены победители проекта, Дубцова заняла первое место. В качестве приза получила кабриолет «Пежо», запись сольного альбома и съёмку трёх видеоклипов, а также право представлять Россию на конкурсе молодых исполнителей «Новая волна 2004», где заняла второе место.
В феврале 2005 года вышел дебютный альбом Ирины Дубцовой «О нём».
19 июля 2007 года состоялся релиз альбома Ирины Дубцовой «Ветра». В него вошло 12 композиций, которые написаны самой певицей. Одновременно с этим в ротации телеканала «Муз-ТВ» появились клипы на песни «Медали» и «Ветра».

### 2008—2011
В 2008 году Ирина Дубцова совместно с Полиной Гагариной записала песню «Кому? Зачем?», на которую был снят клип. Песня стала победителем «Премии Муз-ТВ 2010» в номинации «Дуэт года».
В 2010 году Дубцова, Жасмин, Алсу, Татьяна Буланова и Лера Кудрявцева записали детскую колыбельную «Спи, моё солнышко» в поддержку благотворительного проекта Pampers и UNICEF «1 упаковка = 1 вакцина» по предотвращению столбняка у новорождённых детей и их матерей.
В 2011 году приняла участие в проекте «Фабрика звёзд. Возвращение», в котором соревновались выпускники «Фабрики Звёзд» разных лет. Дубцова вошла в команду продюсера Игоря Крутого и заняла третье место.

### 2012—2014
Весной 2012 года Дубцова записала песню «Ешь. Молись. Люби», слова и музыку к которой она написала сама, а в мае вышел снятый в Киеве клип, режиссёром которого стал Александр Филатович. Осенью 2012 года на украинском канале СТБ открылся третий сезон украинской версии британского вокального талант-шоу «X-Фактор», в котором Ирина Дубцова заняла в жюри место певицы Ёлки. Певица возглавила категорию «Коллективы», в которую попали трио «Д-версия» (5 место), дуэт Виолетта и Анатолий (11 место), девичья группа 3D (8 место). В ноябре в Киеве под руководством Филатовича прошли съёмки видеоклипа на песню «Прости меня». 1 декабря в прямом эфире шоу «Х-Фактор» Ирина Дубцова в дуэте с победителем 2-го сезона шоу Виктором Романченко исполнила песню «Живи», которую она написала в честь Всемирного дня борьбы со СПИДом.
5 января 2013 года Дубцова выступила на гала-концерте третьего сезона шоу «Х-Фактор» со своей новой композицией «Что тебе я сделала». В июне вышла песня «Ты тот», написанная специально для Леры Кудрявцевой и Игоря Макарова в качестве свадебного подарка для пары. 19 июля в ресторане «Светлый» состоялась презентация live-клипа на эту композицию. Осенью певица стала судьёй четвёртого сезона украинского шоу «Х-Фактор», где со своими коллегами в жюри отобрала лучших из участвующих в конкурсе исполнителей.
В начале 2014 года Дубцова стала участницей шоу «Точь-в-точь» на Первом канале и стала победительницей проекта, разделив победу с Никитой Пресняковым. В марте состоялась премьера клипа на дуэтную композицию с Любовью Успенской «Я тоже его люблю». Режиссёром видео выступил Алексей Голубев. В том же месяце Дубцова одержала победу в номинации «Любимый судья шоу» на ежегодной премии «Телезвезда» (Украина). 22 июля в рамках международного конкурса «Новая волна 2014» Дубцова и DJ Леонид Руденко представили совместный сингл «Вспоминать». 21 сентября на Первом канале состоялась премьера музыкального проекта «Три аккорда», в котором певица приняла участие.

### с 2015
В начале 2015 года прошла подготовка первого сольного концерта в «Crocus City Hall», приуроченного к выходу нового альбома и 10-летию сольной карьеры. Концерт состоялся 28 марта. 25 января Дубцова представила сольную песню «Люби меня долго» в программе канала Муз-ТВ «Партийная зона». 3 февраля на канале Ello в YouTube состоялась премьера клипа на эту песню.
В феврале 2016 года Ирина Дубцова приступила к съёмкам нового сезона шоу «Точь-в-точь. Битва сезонов», премьера которого состоялась 18 сентября на Первом канале. 23 марта Дубцова представила новую концертную программу «Люби меня долго» на сольном аншлаговом концерте в «Crocus City Hall». Также на концерте состоялась премьера песен «Бойфренд» и «Примета». 29 марта в iTunes состоялся релиз нового сингла «Бойфренд», а 21 июля в YouTube состоялась премьера клипа на эту песню, в котором главную мужскую роль исполнил участник телепроекта «Дом-2» Венцеслав Венгржановский. Через несколько дней после премьеры ролик набрал свыше 350 тысяч просмотров в YouTube. Режиссёром клипа стал Александр Филатович. 28 апреля стали известны номинанты ежегодной премии RU.TV, где Дубцова получила номинацию «Певица года». 19 ноября Дубцова получила свой первый «Золотой граммофон» за сингл «Люба — Любовь». 3 декабря получила диплом фестиваля «Песня года» за песню «Бойфренд».
В 2016 году снялась в роли певицы Нелли в телесериале «Куба» (16-я серия).
В феврале 2017 года Ирина Дубцова и Леонид Руденко представили клип на композицию «Москва-Нева». 12 ноября исполнители получили «Золотой граммофон» за эту песню.
14 февраля 2022 года Дубцова выпустила альбом Sorry, в который вошли девять треков. Релиз пластинки состоялся на лейбле Media Land. 21 октября певица представила сингл «Как ты? Где ты?».
12 июня в День России состоялась премьера песни «За нас» на Русском радио, а 23 июня 2023 состоялась премьера песни «Гороскопы».
15 февраля 2024 года состоялась премьера сериала «Престиж» в онлайн-кинотеатре Start, где Дубцова сыграла одну из главных ролей — популярную оперную певицу, мать двоих детей Анну Гараеву.

## Телепроекты
- «Фабрика звёзд — 4» — победительница
- «Точь-в-точь», первый сезон (март-июнь 2014). Разделила первое место с Никитой Пресняковым
- «Кто хочет стать миллионером?», в выпуске от 7 июня 2014 года с Дмитрием Колдуном (выигрыш 200 000 руб)
- «Точь-в-точь», четвёртый сезон (сентябрь-декабрь 2016). Заняла четвёртое место
- «Сто к одному», в выпуске от 8 ноября 2020 года. В составе команды «Звёзды Русского радио», совместно со Стасом Пьехой, Ханной, Артёмом Качером и Митией Фоминым.
- В 2021 году участвовала в шоу «Маска» в костюме Единорога. Заняла восьмое место
- В 2023 году участвовала в шоу «Фантастика» в роли Королевы. Продержалась до финала
- В 2025 году участвовала в шоу «Сокровища императора» в команде с Natan.

## Личная жизнь
29 мая 2004 года вышла замуж за солиста группы «Plazma» Романа Черницына, который сделал ей предложение во время одного из отчётных концертов. Познакомились в 1998 году в Волгограде. 3 марта 2006 года родился сын Артём. В 2008 году брак распался. После расставания с Черницыным певица два года встречалась с бизнесменом и стоматологом Тиграном Мальянцем. С 2014 по 2015 год встречалась с DJ Леонидом Руденко.

## Общественная позиция
В 2018 году была доверенным лицом кандидата в мэры Москвы Сергея Собянина.
В 2022 году поддержала войну России против Украины. 18 марта 2024 года выступила на провластном митинг-концерте, посвящённом десятилетию присоединения Крыма и победе Владимира Путина на президентских выборах.

### Санкции
7 января 2023 года, на фоне вторжения России на Украину, Дубцова попала в санкционный список Украины, так как она «сыграла важную роль в российской пропаганде». Ранее Дубцова поддержала вторжение, заявив о русофобии по отношению к русской культуре.

## Дискография

### Студийные альбомы
| №                   | Название                           | Длительность |
| ------------------- | ---------------------------------- | ------------ |
| 1.                  | «Роман»                            | 4:03         |
| 2.                  | «Шёлк»                             | 3:25         |
| 3.                  | «Счастье напрокат»                 | 3:22         |
| 4.                  | «Перекрёстки»                      | 3:33         |
| 5.                  | «Безответная любовь»               | 4:04         |
| 6.                  | «О нём»                            | 3:49         |
| 7.                  | «Как ты там?»                      | 4:00         |
| 8.                  | «Беда»                             | 3:44         |
| 9.                  | «Я тебя любила»                    | 3:38         |
| 10.                 | «Счастье напрокат» (R'n'B Version) | 3:20         |
| 11.                 | «О нём» (Remix)                    | 3:40         |
| Общая длительность: | Общая длительность:                | 38:78        |

| №                   | Название                            | Длительность |
| ------------------- | ----------------------------------- | ------------ |
| 1.                  | «Ветра»                             | 3:32         |
| 2.                  | «Небо»                              | 3:35         |
| 3.                  | «Как же так?»                       | 2:59         |
| 4.                  | «Пропади»                           | 4:41         |
| 5.                  | «Всё просто» (feat. Доминик Джокер) | 3:02         |
| 6.                  | «Жарко»                             | 3:20         |
| 7.                  | «Медали»                            | 3:09         |
| 8.                  | «Небесам»                           | 3:18         |
| 9.                  | «Несовпадения»                      | 2:56         |
| 10.                 | «Снова один» (feat. Тимати)         | 4:38         |
| 11.                 | «Ветра» (Remix)                     | 3:23         |
| Общая длительность: | Общая длительность:                 | 36:33        |

| №                   | Название                             | Длительность |
| ------------------- | ------------------------------------ | ------------ |
| 1.                  | «29.10»                              | 3:24         |
| 2.                  | «Девочки» (совм. с Леонидом Руденко) | 3:50         |
| 3.                  | «Цунами»                             | 3:01         |
| 4.                  | «Мам, Пап»                           | 2:56         |
| 5.                  | «Sorry»                              | 3:12         |
| 6.                  | «Поцелуй меня»                       | 3:33         |
| 7.                  | «Я не приеду»                        | 3:17         |
| 8.                  | «Ты и я»                             | 2:46         |
| 9.                  | «#Гештальты»                         | 3:04         |
| Общая длительность: | Общая длительность:                  | 27:41        |

| №                   | Название                                 | Длительность |
| ------------------- | ---------------------------------------- | ------------ |
| 1.                  | «Мама»                                   | 2:29         |
| 2.                  | «16»                                     | 3:04         |
| 3.                  | «На мигающий жёлтый»                     | 3:29         |
| 4.                  | «Завтра»                                 | 2:54         |
| 5.                  | «Привкус»                                | 2:47         |
| 6.                  | «Новости»                                | 3:54         |
| 7.                  | «Главное - Семья» (Гимн года семьи 2024) | 3:03         |
| 8.                  | «С Новым годом, хорошие люди!»           | 3:04         |
| 9.                  | «Как бы не так» (Bonus Track 2007)       | 3:24         |
| Общая длительность: | Общая длительность:                      | 26:48        |

### Мини-альбомы
| Название            | Информация                                                                 | Примечание |
| ------------------- | -------------------------------------------------------------------------- | --- |
| Люба-любовь — EP    | - Релиз: 3 октября 2015 - Лейбл: Media Land - Формат: Цифровая дистрибуция | \| № \| Название \| Длительность \| \| ------------------- \| ---------------------------- \| ------------ \| \| 1. \| «Люба-любовь» \| 3:19 \| \| 2. \| «Ты тот» \| 4:14 \| \| 3. \| «О нём» (Version 2015) \| 3:09 \| \| 4. \| «Как ты там?» (Version 2015) \| 3:39 \| \| Общая длительность: \| Общая длительность: \| 13:81 \| |
| №                   | Название                                                                   | Длительность |
| 1.                  | «Люба-любовь»                                                              | 3:19 |
| 2.                  | «Ты тот»                                                                   | 4:14 |
| 3.                  | «О нём» (Version 2015)                                                     | 3:09 |
| 4.                  | «Как ты там?» (Version 2015)                                               | 3:39 |
| Общая длительность: | Общая длительность:                                                        | 13:81 |

### Синглы
| Год  | Название                                                                           | Альбом                       |
| ---- | ---------------------------------------------------------------------------------- | ---------------------------- |
| 2004 | «О нём»                                                                            | О нём                        |
| 2005 | «Как ты там?»                                                                      | О нём                        |
| 2006 | «Медали»                                                                           | Ветра                        |
| 2007 | «Ветра»                                                                            | Ветра                        |
| 2009 | «Кому? Зачем?» (совм. с Полиной Гагариной)                                         | О себе (альбом П. Гагариной) |
| 2010 | «Спи, моё солнышко» (совм. с Жасмин, Татьяной Булановой, Лерой Кудрявцевой и Алсу) | без альбома                  |
| 2010 | «Отпусти её» (совм. с Ольгой Лимой)                                                | без альбома                  |
| 2012 | «Что тебе я сделала?»                                                              | без альбома                  |
| 2012 | «Ешь. Молись. Люби»                                                                | без альбома                  |
| 2012 | «Прости меня»                                                                      | без альбома                  |
| 2013 | «Игра теней» (совм. с Brandon Stone)                                               | без альбома                  |
| 2014 | «Я тоже его люблю» (совм. с Любовь Успенской)                                      | без альбома                  |
| 2014 | «Вспоминать» (совм. с Леонидом Руденко)                                            | без альбома                  |
| 2015 | «Люби меня долго»                                                                  | без альбома                  |
| 2015 | «Люба-любовь»                                                                      | Люба-любовь — EP             |
| 2016 | «Бойфренд»                                                                         | без альбома                  |
| 2016 | «Примета»                                                                          | без альбома                  |
| 2017 | «Москва-Нева» (совм. с Леонидом Руденко)                                           | без альбома                  |
| 2017 | «#Даймнехотябыраз»                                                                 | без альбома                  |
| 2018 | «Зависимы» (совм. со Стасом Пьеха)                                                 | без альбома                  |
| 2018 | «Свадебная»                                                                        | без альбома                  |
| 2018 | «Факт»                                                                             | без альбома                  |
| 2019 | «Я люблю тебя до Луны»                                                             | без альбома                  |
| 2019 | «Не целуешь»                                                                       | без альбома                  |
| 2020 | «Ты знаешь, где меня искать»                                                       | без альбома                  |
| 2020 | «Один из нас» (совм. с ALEKSEEV)                                                   | без альбома                  |
| 2020 | «Под дождём» (совм. с Артёмом Качером)                                             | без альбома                  |
| 2021 | «#Гештальты»                                                                       | SORRY                        |
| 2022 | «Девочки» (совм. с Леонидом Руденко)                                               | SORRY                        |
| 2022 | «Давай обнимемся в последний раз» (совм. с Natan)                                  | без альбома                  |
| 2022 | «Как ты? Где ты?»                                                                  | без альбома                  |
| 2023 | «За нас»                                                                           | без альбома                  |
| 2023 | «Гороскопы»                                                                        | без альбома                  |
| 2023 | «Прости»                                                                           | без альбома                  |
| 2023 | «С Новым годом, хорошие люди!»                                                     | Новости                      |
| 2024 | «Главное — Семья»                                                                  | Новости                      |
| 2024 | «Тянет» (совм. с Natan)                                                            | TBA                          |
| 2025 | «Ты любила…»                                                                       | TBA                          |

## Видеография

### В составе группы «Девочки»
- 1999 — «Я хочу быть птичкой»
- 2000 — «Говорила мама (У-ла-ла)»

### Сольно
| Год  | Клип | Режиссёр            | Альбом                       |
| ---- | --- | ------------------- | ---------------------------- |
| 2004 | «О нём» | неизвестно          | О нём                        |
| 2005 | «Как ты там» | Александр Игудин    | О нём                        |
| 2006 | «Медали» | Георгий Тоидзе      | Ветра                        |
| 2007 | «Ветра» | Александр Игудин    | Ветра                        |
| 2009 | «Кому? Зачем?» (feat. Полина Гагарина) | Алексей Голубев     | О себе (альбом П. Гагариной) |
| 2010 | «Спи, моё солнышко» (feat. Жасмин, Татьяна Буланова, Лера Кудрявцева, Алсу)                                                                       | Алексей Голубев     | без альбома                  |
| 2010 | «Отпусти её» (feat. Ольга Лима) | Сергей Ткаченко     | без альбома                  |
| 2012 | «Ешь. Молись. Люби» | Александр Филатович | без альбома                  |
| 2012 | «Прости меня» | Александр Филатович | без альбома                  |
| 2013 | «Игра теней» (feat. Brandon Stone) | Александр Филатович | без альбома                  |
| 2014 | «Я тоже его люблю» (feat. Любовь Успенская) | Алексей Голубев     | без альбома                  |
| 2014 | «Вспоминать» (feat. Леонид Руденко) | Алексей Голубев     | без альбома                  |
| 2015 | «Люби меня долго» | Мария Скобелева     | без альбома                  |
| 2015 | «Люба-любовь» | Александр Филатович | Люба-любовь — EP             |
| 2016 | «Бойфренд» | Александр Филатович | без альбома                  |
| 2017 | «Москва-Нева» (feat. Леонид Руденко) | Serghey Grey        | без альбома                  |
| 2018 | «Факт» | Алина Верипя        | без альбома                  |
| 2019 | «Не целуешь» | Алина Верипя        | без альбома                  |
| 2020 | «Спасибо докторам» (feat. Николай Басков, Стас Михайлов, EMIN, Слава, Artik & Asti, Александр Панайотов, Любовь Успенская, Наргиз, Brandon Stone) | неизвестно          | без альбома                  |
| 2020 | «Под дождём» (feat. Артём Качер) | Александр Игудин    | без альбома                  |
| 2022 | «Давай обнимемся в последний раз» (feat. Natan)                                                                                                   | Александр Игудин    | TBA                          |
| 2024 | «Тянет» (feat. Natan) | Александр Игудин    | TBA                          |

### В клипах других исполнителей
- 2000 — Иванушки International — Зачем вы, девушки, любите белобрысых (в составе группы «Девочки»)

## Песни другим артистам
Дубцова пишет песни для других исполнителей:
- Филипп Киркоров: «Сердце в 1000 свечей», «Иллюзия»[57]
- Сергей Лазарев: «Сдавайся»
- Тимати: «Не сходи с ума»
- Дима Билан: «Химия»
- Валерия: «Любовь и боль», «Верни мне надежду»
- Слава: «Не было», «Без правил»[58], «Виски безо льда»
- Антон Макарский: основной автор альбома «О тебе…»[59]
- Татьяна Котова: «Он»[60]
- Зара: «Прости меня»
- Emin: «Ангел-бес»[61], «Не сомневайся»
- Алсу: «Там, где я»
- Полина Гагарина: «Без обид», «Мелочи жизни», «Кому? Зачем?» (в дуэте), «Виновата я» (в соавторстве)
- Теона Дольникова: «Неправда», «Противостояние»
- Ани Лорак: «Без тебя»[62]
- Дильназ Ахмадиева: «Больше нет»
- Саша: «Если хочешь»
- Юлия Образцова: «Кольцо», «Зимуй один», «Отрекаюсь»

## Награды
- 2004 — победитель проекта «Фабрика звёзд-4»[63]
- 2004 — финалист конкурса «Новая волна» (2-е место)[64]
- 2010 — лауреат премии «Муз-ТВ» — победа в номинации «Лучший дуэт» (с Полиной Гагариной — песня «Кому? Зачем?»)[8]
- 2011 — финалист проекта «Фабрика звёзд. Возвращение» (3-е место)[10]
- 2014 — лауреат премии «Телезвезда» — победа в номинации «Любимый судья шоу»[21]
- 2014 — победитель телепроекта «Точь-в-точь»[19]
- 2016 — лауреат премии «Золотой граммофон» — композиция «Люба — любовь»[33]
- 2017 — лауреат премии «Золотой граммофон» — композиция «Москва-Нева»[36]
- 2019 — лауреат премии «Золотой граммофон» — композиция «Я люблю тебя до луны»
- 2020 — лауреат премии «Золотой граммофон» — композиция «Не целуешь»
- 2021 — лауреат премии «Золотой граммофон» — композиция «Под дождем» (feat. Артем Качер)
- 2022 — лауреат премии телеканала «RU.TV» — победа в номинации «Певица года»
- 2022 — лауреат премии «Золотой граммофон» — композиция «Гештальты»
- 2023 — лауреат премии «Золотой граммофон» — композиция «Как ты? Где ты?»
- 2024 — лауреат премии «Золотой граммофон» — композиция «Мама»